# Verein für Leibesübungen Wolfsburg 2008-2009
Questa pagina raccoglie i dati riguardanti il V.f.L. Wolfsburg nelle competizioni ufficiali della stagione 2008-2009.

## Stagione
Nella stagione 2008-2009 il Wolfsburg ha vinto il titolo tedesco per la prima volta nella sua storia, distanziando di due punti il Bayern Monaco campione uscente. 

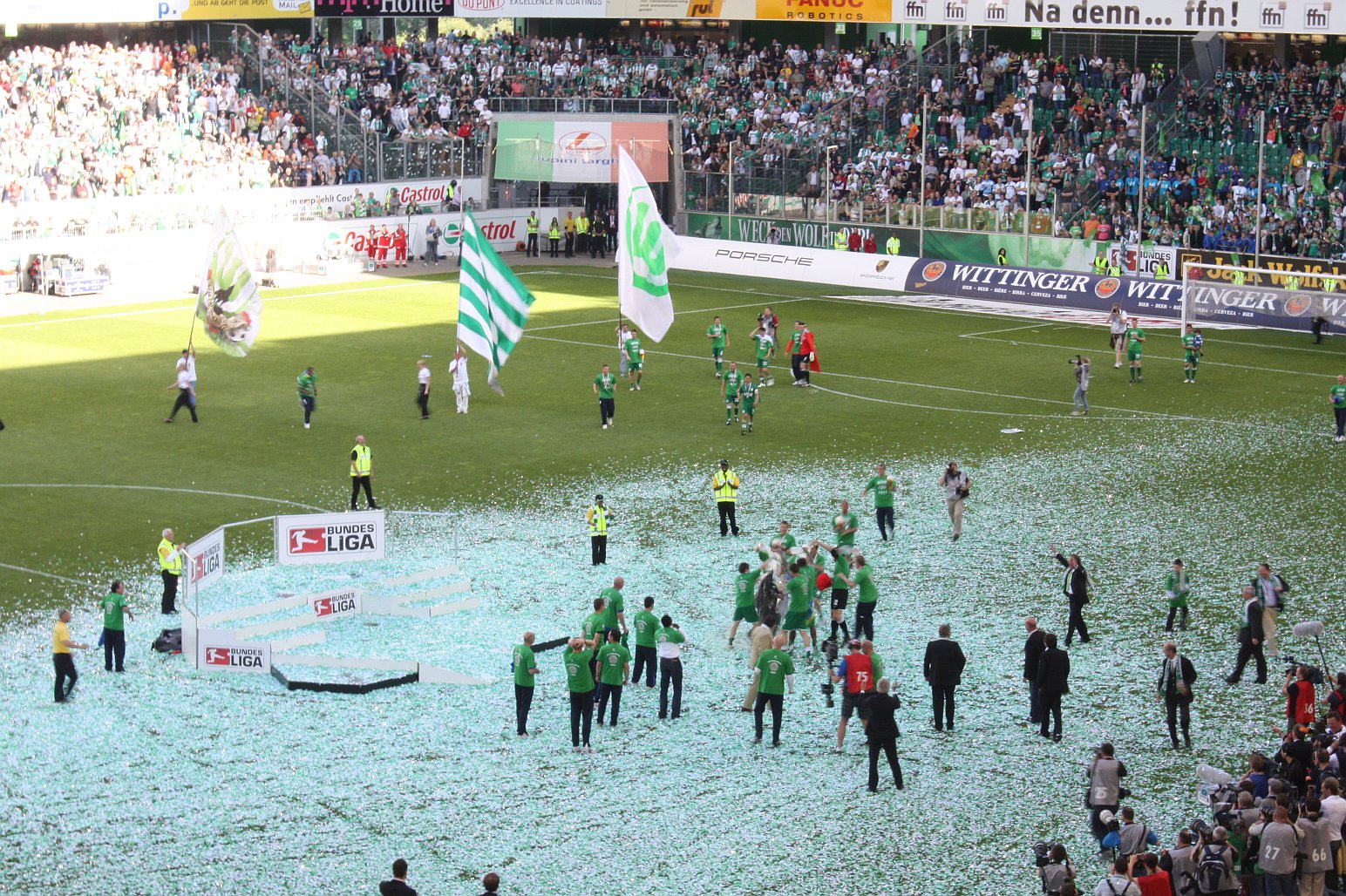
I festeggiamenti per la vittoria della prima Fußball-Bundesliga.

. Il successo dei verdi di Wolfsburg si deve ad un impianto di gioco sapientemente costruito da Magath e alla coppia d'attacco più prolifica del campionato, quella formata dal brasiliano Grafite, autore di ben 28 gol in 25 partite giocate, e dal bosniaco Edin Džeko, 26 reti in 33 partite. Il loro è diventato il tandem più prolifico nella storia della Bundesliga, superando il precedente primato di Gerd Müller-Uli Hoeneß che, nel più forte Bayern Monaco di sempre, toccò due volte quota 53, nel 1972 e nel 1973. In rosa sono presenti anche i due Campioni del Mondo Andrea Barzagli e Cristian Zaccardo. Il rendimento casalingo da record (16 vittorie e un pareggio in 17 partite) è stato accompagnato da una serie di dieci vittorie consecutive, stabilita tra la diciannovesima e la ventottesima giornata e che ha portato la squadra di Magath dalla metà alla testa della classifica. Il Wolfsburg è salito in vetta battendo 5-1 il Bayern Monaco alla ventiseiesima giornata e da allora non l'ha più abbandonata. Al termine del campionato contava il maggior numero di vittorie, ventuno, il miglior attacco con 80 gol segnati e la miglior differenza reti con una differenza di 39 gol tra reti fatte e subite.

## Rosa
| N. |                                 | Ruolo | Calciatore         |
| -- | ------------------------------- | ----- | ------------------ |
| 1  | Svizzera (bandiera)             | P     | Diego Benaglio     |
| 2  | Italia (bandiera)               | D     | Cristian Zaccardo  |
| 3  | Brasile (bandiera)              | D     | Rodrigo Alvim      |
| 4  | Germania (bandiera)             | D     | Marcel Schäfer     |
| 5  | Portogallo (bandiera)           | D     | Ricardo Costa      |
| 6  | Rep. Ceca (bandiera)            | D     | Jan Šimůnek        |
| 7  | Brasile (bandiera)              | C     | Josué              |
| 8  | Giappone (bandiera)             | A     | Yoshito Ōkubo      |
| 9  | Bosnia ed Erzegovina (bandiera) | A     | Edin Džeko         |
| 10 | Bosnia ed Erzegovina (bandiera) | C     | Zvjezdan Misimović |
| 11 | Brasile (bandiera)              | A     | Caiuby             |
| 12 | Germania (bandiera)             | P     | André Lenz         |
| 13 | Giappone (bandiera)             | C     | Makoto Hasebe      |
| 15 | Germania (bandiera)             | C     | Daniel Adlung      |

| N. |                       | Ruolo | Calciatore              |
| -- | --------------------- | ----- | ----------------------- |
| 17 | Germania (bandiera)   | D     | Alexander Madlung       |
| 19 | Slovacchia (bandiera) | D     | Peter Pekarík           |
| 20 | Germania (bandiera)   | D     | Sascha Riether          |
| 21 | Germania (bandiera)   | P     | Patrick Platins         |
| 22 | Germania (bandiera)   | C     | Kevin Wolze             |
| 23 | Brasile (bandiera)    | A     | Grafite                 |
| 24 | Iran (bandiera)       | A     | Ashkan Dejagah          |
| 25 | Germania (bandiera)   | C     | Christian Gentner       |
| 27 | Germania (bandiera)   | A     | Alexander Esswein       |
| 32 | Germania (bandiera)   | C     | Sebastian Schindzielorz |
| 33 | Germania (bandiera)   | D     | Daniel Reiche           |
| 35 | Svizzera (bandiera)   | P     | Marwin Hitz             |
| 37 | Germania (bandiera)   | D     | Sergeý Karïmov          |
| 43 | Italia (bandiera)     | D     | Andrea Barzagli         |

### Staff tecnico
| Allenatore:          | Felix Magath     |
| Vice-Allenatore:     | Seppo Eichkorn   |
| Vice-Allenatore:     | Bernd Hollerbach |
| Allenatore portieri: | Andreas Hilfiker |
| Medico sociale:      | Andreas Herbst   |

## Calciomercato

### Sessione estiva(dall'1/7 all'1/9)
| Acquisti | Acquisti           | Acquisti      | Acquisti   |
| R.       | Nome               | da            | Modalità   |
| -------- | ------------------ | ------------- | ---------- |
| A        | Caiuby             | Guaratinguetá | definitivo |
| C        | Christian Gentner  | Stoccarda     | definitivo |
| C        | Zvjezdan Misimović | Norimberga    | definitivo |
| D        | Andrea Barzagli    | Palermo       | definitivo |
| D        | Cristian Zaccardo  | Palermo       | definitivo |
| D        | Rodrigo Alvim      | Belenenses    | definitivo |

| Cessioni | Cessioni             | Cessioni    | Cessioni      |
| R.       | Nome                 | a           | Modalità      |
| -------- | -------------------- | ----------- | ------------- |
| D        | Facundo Quiroga      | River Plate | definitivo    |
| D        | Peter van der Heyden | Magonza     | definitivo    |
| A        | Isaac Boakye         | Norimberga  | definitivo    |
| C        | Marcelinho Paraíba   | Flamengo    | definitivo    |
| C        | Pablo Thiam          |             | fine carriera |
| A        | Sergiu Radu          | Stoccarda   | prestito      |
| A        | Mame Niang           | Viking      | prestito      |

### Sessione invernale(dal 3/01 al 31/01)
| Acquisti | Acquisti      | Acquisti    | Acquisti   |
| R.       | Nome          | da          | Modalità   |
| -------- | ------------- | ----------- | ---------- |
| D        | Peter Pekarík | Žilina      | definitivo |
| A        | Yoshito Ōkubo | Vissel Kōbe | definitivo |

| Cessioni | Cessioni         | Cessioni          | Cessioni   |
| R.       | Nome             | a                 | Modalità   |
| -------- | ---------------- | ----------------- | ---------- |
| C        | Jacek Krzynówek  | Hannover 96       | definitivo |
| C        | Vlad Munteanu    | Arminia Bielefeld | prestito   |
| D        | Bernd Korzynietz | Arminia Bielefeld | prestito   |
| C        | Mahir Sağlık     | Karlsruhe         | prestito   |
| C        | Jonathan Santana | San Lorenzo       | prestito   |

## Risultati

### Bundesliga

#### Girone di andata
| Arbitro: | Brych (Monaco di Baviera) |

|                           |           |               |
| Gentner 48’ Misimović 78’ | Marcatori | 20’ Novakovič |

| Arbitro: | Kempter (Sauldorf) |

|                          |           |                      |
| Šesták 12’ Dabrowski 50’ | Marcatori | 52’ Costa 69’ Sağlık |

| Arbitro: | Seemann (Essen) |

|                                |           |                          |
| Grafite 27’ (rig.) Dejagah 51’ | Marcatori | 22’ Amanatidīs 84’ Toski |

| Arbitro: | Stark (Ergolding) |

|                      |           |                      |
| Kačar 57’ Cícero 85’ | Marcatori | 1’ Costa 89’ Riether |

| Arbitro: | Kircher (Rottenburg) |

|                                     |           |  |
| Dejagah 15’ Madlung 22’ Grafite 28’ | Marcatori |  |

| Arbitro: | Sippel (Monaco di Baviera) |

|                        |           |           |
| Porcello 49’ Freis 75’ | Marcatori | 78’ Costa |

| Arbitro: | Gräfe (Berlino) |

|                  |           |                      |
| Kurányi 20’, 90’ | Marcatori | 51’ Džeko 66’ Caiuby |

| Arbitro: | Fandel (Kyllburg) |

|                                           |           |          |
| Misimović 5’, 34’ Madlung 55’ Grafite 64’ | Marcatori | 60’ Laas |

| Arbitro: | Drees (Münster-Sarmsheim) |

|                                                           |           |                              |
| Ribéry 41’ van Bommel 54’ Borowski 63’ Schweinsteiger 80’ | Marcatori | 31’ (rig.) Grafite 33’ Džeko |

| Arbitro: | Kempter (Sauldorf) |

|                                                     |           |  |
| Grafite 40’ (rig.) Madlung 55’ Misimović 75’ (rig.) | Marcatori |  |

| Arbitro: | Stark (Ergolding) |

|                           |           |  |
| Barnetta 57’ Kießling 65’ | Marcatori |  |

| Arbitro: | Wagner (Hofheim) |

|                              |           |  |
| Grafite 36’ (rig.), 55’, 80’ | Marcatori |  |

| Arbitro: | Winkmann (Kerken) |

|                                    |           |                       |
| Ibišević 22’ Eduardo 37’ Obasi 69’ | Marcatori | 27’ Grafite 41’ Džeko |

| Arbitro: | Fleischer (Sigmertshausen) |

|                                 |           |           |
| Grafite 51’, 76’ Džeko 79’, 85’ | Marcatori | 17’ Lanig |

| Dortmund 30 novembre 2008, ore 17:00 CET 15ª giornata | Borussia Dortmund | 0 – 0 referto | Wolfsburg | Signal Iduna Park (67 100 spett.)\| Arbitro: \| Gräfe (Berlino) \| |
| Arbitro:                                              | Gräfe (Berlino)   |               |           |                                                                    |

| Arbitro: | Kinhöfer (Herne) |

|                                 |           |             |
| Zaccardo 32’ Štajner 63’ (aut.) | Marcatori | 59’ Štajner |

| Arbitro: | Sippel (Monaco di Baviera) |

|                                  |           |            |
| Mertesacker 27’ Josué 63’ (aut.) | Marcatori | 3’ Gentner |

#### Girone di ritorno
| Arbitro: | Gagelmann (Brema) |

|          |           |             |
| Radu 34’ | Marcatori | 73’ Grafite |

| Arbitro: | Aytekin (Oberasbach) |

|                |           |  |
| Džeko 21’, 85’ | Marcatori |  |

| Arbitro: | Stark (Ergolding) |

|  |           |                               |
|  | Marcatori | 9’ Džeko 65’ (rig.) Misimović |

| Arbitro: | Kircher (Rottenburg) |

|                |           |            |
| Džeko 72’, 84’ | Marcatori | 62’ Cícero |

| Arbitro: | Winkmann (Kerken) |

|              |           |                                   |
| Guerrero 73’ | Marcatori | 12’ (rig.), 24’ Grafite 75’ Džeko |

| Arbitro: | Seemann (Essen) |

|           |           |  |
| Džeko 38’ | Marcatori |  |

| Arbitro: | Sippel (Monaco di Baviera) |

|                                        |           |                                     |
| Grafite 25’ (rig.), 74’, 84’ Džeko 44’ | Marcatori | 9’ Westermann 76’ Jones 90’ Kurányi |

| Arbitro: | Kempter (Sauldorf) |

|  |           |                                     |
|  | Marcatori | 19’ Gentner 58’ Grafite 87’ Dejagah |

| Arbitro: | Kinhöfer (Herne) |

|                                             |           |          |
| Gentner 44’ Džeko 63’, 66’ Grafite 74’, 77’ | Marcatori | 45’ Toni |

| Arbitro: | Kircher (Rottenburg) |

|           |           |                       |
| Dante 79’ | Marcatori | 20’ Džeko 85’ Riether |

| Arbitro: | Drees (Münster-Sarmsheim) |

|                         |           |           |
| Grafite 23’ (rig.), 85’ | Marcatori | 53’ Kroos |

| Arbitro: | Fleischer (Sigmertshausen) |

|                        |           |  |
| Rangelov 72’ Skela 86’ | Marcatori |  |

| Arbitro: | Gagelmann (Brema) |

|                                        |           |  |
| Džeko 65’, 74’, 78’ Grafite 89’ (rig.) | Marcatori |  |

| Arbitro: | Kinhöfer (Herne) |

|                         |           |           |
| Gómez 1’, 20’, 63’, 77’ | Marcatori | 37’ Džeko |

| Arbitro: | Wagner (Hofheim) |

|                            |           |  |
| Džeko 15’, 85’ Grafite 47’ | Marcatori |  |

| Arbitro: | Fandel (Kyllburg) |

|  |           |                                      |
|  | Marcatori | 14’, 54’, 79’ Džeko 33’, 36’ Grafite |

| Arbitro: | Kinhöfer (Herne) |

|                                                          |           |           |
| Misimović 6’ Grafite 15’, 56’ Prödl 26’ (aut.) Džeko 74’ | Marcatori | 31’ Diego |

### Coppa di Germania
| Arbitro: | Metzen (Mechernich) |

|  |           |                             |
|  | Marcatori | 53’ Grafite 57’, 75’ Sağlık |

| Arbitro: | Winkmann (Kerken) |

|  |           |                                                             |
|  | Marcatori | 15’, 20’, 57’, 75’ Džeko 26’ Schäfer 67’ Dejagah 89’ Caiuby |

| Arbitro: | Drees (Münster-Sarmsheim) |

|                                                           |           |               |
| Grafite 58’, 86’ (rig.), 90’ Bülow 65’ (aut.) Gentner 79’ | Marcatori | 68’ Fillinger |

| Arbitro: | Kinhöfer (Herne) |

|                |           |                                               |
| Džeko 10’, 42’ | Marcatori | 3’, 55’ (rig.) Diego 6’ Özil 72’, 89’ Pizarro |

### Coppa UEFA
| Arbitro: | Rocchi |

|                    |           |  |
| Grafite 45’ (rig.) | Marcatori |  |

| Arbitro: | Allaerts |

|            |           |             |
| Maftei 70’ | Marcatori | 16’ Grafite |

#### Fase a gruppi
| 23 ottobre 2008 1ª giornata |  | – Riposo |  |  |

| Arbitro: | Eriksson |

|                                                        |           |              |
| Džeko 34’, 60’ Grafite 39’ Misimović 53’ Krzynówek 71’ | Marcatori | 31’ Väyrynen |

| Arbitro: | Genov |

|                            |           |                                     |
| Costa 6’ (aut.) Meyong 49’ | Marcatori | 24’ Džeko 83’ (rig.), 90’ Misimović |

| Arbitro: | Bebek |

|                                    |           |                       |
| Džeko 3’ Gentner 23’ Misimović 74’ | Marcatori | 11’ Defoe 14’ Mvuemba |

| Arbitro: | Courtney |

|                        |           |                         |
| Ambrosini 15’ Pato 56’ | Marcatori | 55’ Zaccardo 81’ Sağlık |

#### Fase ad eliminazione diretta
| Arbitro: | Moen |

|                 |           |  |
| Hoarau 81’, 85’ | Marcatori |  |

| Arbitro: | Hriňák |

|            |           |                                      |
| Hasebe 63’ | Marcatori | 38’ (rig.), 74’ Luyindula 59’ Rothen |

## Statistiche

### Statistiche di squadra
| Competizione      | Punti | In casa | In casa | In casa | In casa | In casa | In casa | In trasferta | In trasferta | In trasferta | In trasferta | In trasferta | In trasferta | Totale | Totale | Totale | Totale | Totale | Totale | DR  |
| Competizione      | Punti | G       | V       | N       | P       | Gf      | Gs      | G            | V            | N            | P            | Gf           | Gs           | G      | V      | N      | P      | Gf     | Gs     | DR  |
| ----------------- | ----- | ------- | ------- | ------- | ------- | ------- | ------- | ------------ | ------------ | ------------ | ------------ | ------------ | ------------ | ------ | ------ | ------ | ------ | ------ | ------ | --- |
| Bundesliga        | 69    | 17      | 16      | 1       | 0       | 51      | 13      | 17           | 5            | 5            | 7            | 29           | 28           | 34     | 21     | 6      | 7      | 80     | 41     | +39 |
| Coppa di Germania | -     | 2       | 1       | 0       | 1       | 7       | 6       | 2            | 2            | 0            | 0            | 10           | 0            | 4      | 3      | 0      | 1      | 17     | 6      | +11 |
| Coppa UEFA        | -     | 4       | 3       | 0       | 1       | 10      | 6       | 4            | 1            | 2            | 1            | 6            | 7            | 8      | 4      | 2      | 2      | 16     | 13     | +3  |
| Totale            | -     | 23      | 20      | 1       | 2       | 68      | 25      | 23           | 8            | 7            | 8            | 45           | 35           | 46     | 28     | 8      | 10     | 113    | 60     | +53 |

### Andamento in campionato
| Giornata  | 1 | 2 | 3 | 4 | 5 | 6 | 7 | 8 | 9 | 10 | 11 | 12 | 13 | 14 | 15 | 16 | 17 | 18 | 19 | 20 | 21 | 22 | 23 | 24 | 25 | 26 | 27 | 28 | 29 | 30 | 31 | 32 | 33 | 34 |
| --------- | - | - | - | - | - | - | - | - | - | -- | -- | -- | -- | -- | -- | -- | -- | -- | -- | -- | -- | -- | -- | -- | -- | -- | -- | -- | -- | -- | -- | -- | -- | -- |
| Luogo     | C | T | C | T | C | T | T | C | T | C  | T  | C  | T  | C  | T  | C  | T  | T  | C  | T  | C  | T  | C  | C  | T  | C  | T  | C  | T  | C  | T  | C  | T  | C  |
| Risultato | V | N | N | N | V | P | N | V | P | V  | P  | V  | P  | V  | N  | V  | P  | N  | V  | V  | V  | V  | V  | V  | V  | V  | V  | V  | P  | V  | P  | V  | V  | V  |
| Posizione | 6 | 4 | 8 | 8 | 6 | 8 | 9 | 5 | 9 | 8  | 9  | 7  | 9  | 8  | 8  | 6  | 9  | 8  | 7  | 6  | 6  | 4  | 4  | 3  | 2  | 1  | 1  | 1  | 1  | 1  | 1  | 1  | 1  | 1  |

Legenda:

Luogo: C = Casa; T = Trasferta. Risultato: V = Vittoria; N = Pareggio; P = Sconfitta.

### Statistiche dei giocatori
| Giocatore        | Bundesliga | Bundesliga | Bundesliga  | Bundesliga | Coppa di Germania | Coppa di Germania | Coppa di Germania | Coppa di Germania | Coppa UEFA | Coppa UEFA | Coppa UEFA  | Coppa UEFA | Totale   | Totale | Totale      | Totale     |
| Giocatore        | Presenze   | Reti       | Ammonizioni | Espulsioni | Presenze          | Reti              | Ammonizioni       | Espulsioni        | Presenze   | Reti       | Ammonizioni | Espulsioni | Presenze | Reti   | Ammonizioni | Espulsioni |
| ---------------- | ---------- | ---------- | ----------- | ---------- | ----------------- | ----------------- | ----------------- | ----------------- | ---------- | ---------- | ----------- | ---------- | -------- | ------ | ----------- | ---------- |
| D. Adlung        | -          | -          | -           | -          | 1                 | 0                 | 0                 | 0                 | -          | -          | -           | -          | 1        | 0      | 0           | 0          |
| R. Alvim         | 2          | 0          | 0           | 0          | 1                 | 0                 | 0                 | 0                 | 1          | 0          | 0           | 0          | 4        | 0      | 0           | 0          |
| A. Barzagli      | 34         | 0          | 3           | 0          | 3                 | 0                 | 0                 | 0                 | 8          | 0          | 1           | 0          | 45       | 0      | 4           | 0          |
| D. Benaglio      | 31         | 0          | 0           | 0          | 4                 | 0                 | 1                 | 0                 | 7          | 0          | 0           | 0          | 42       | 0      | 1           | 0          |
| Caiuby           | 9          | 1          | 1           | 0          | 1                 | 1                 | 0                 | 0                 | 2          | 0          | 0           | 0          | 12       | 2      | 1           | 0          |
| R. Costa         | 11         | 3          | 3           | 1          | 2                 | 0                 | 0                 | 0                 | 6          | 0          | 1           | 0          | 19       | 3      | 4           | 1          |
| A. Dejagah       | 27         | 3          | 7           | 0          | 4                 | 1                 | 0                 | 0                 | 7          | 0          | 1           | 0          | 38       | 4      | 8           | 0          |
| E. Džeko         | 32         | 26         | 4           | 0          | 2                 | 6                 | 0                 | 0                 | 8          | 4          | 1           | 0          | 42       | 36     | 5           | 0          |
| A. Esswein       | 4          | 0          | 0           | 0          | -                 | -                 | -                 | -                 | -          | -          | -           | -          | 4        | 0      | 0           | 0          |
| S. Evljuskin     | -          | -          | -           | -          | -                 | -                 | -                 | -                 | -          | -          | -           | -          | -        | -      | -           | -          |
| C. Gentner       | 34         | 4          | 3           | 0          | 3                 | 1                 | 0                 | 0                 | 8          | 1          | 0           | 0          | 45       | 6      | 3           | 0          |
| E.B. Grafite     | 25         | 28         | 4           | 1          | 3                 | 4                 | 0                 | 0                 | 3          | 3          | 0           | 0          | 31       | 35     | 4           | 1          |
| M. Hasebe        | 25         | 0          | 1           | 0          | 2                 | 0                 | 0                 | 0                 | 6          | 1          | 1           | 0          | 33       | 1      | 2           | 0          |
| K. Hill          | -          | -          | -           | -          | -                 | -                 | -                 | -                 | -          | -          | -           | -          | -        | -      | -           | -          |
| M. Hitz          | -          | -          | -           | -          | -                 | -                 | -                 | -                 | -          | -          | -           | -          | -        | -      | -           | -          |
| Josué            | 33         | 0          | 5           | 0          | 4                 | 0                 | 2                 | 0                 | 7          | 0          | 4           | 0          | 44       | 0      | 11          | 0          |
| S. Karimow       | 1          | 0          | 0           | 0          | -                 | -                 | -                 | -                 | -          | -          | -           | -          | 1        | 0      | 0           | 0          |
| P. Kreuels       | -          | -          | -           | -          | -                 | -                 | -                 | -                 | -          | -          | -           | -          | -        | -      | -           | -          |
| J. Krzynówek     | 4          | 0          | 0           | 0          | -                 | -                 | -                 | -                 | 4          | 1          | 0           | 0          | 8        | 1      | 0           | 0          |
| A. Lenz          | 5          | 0          | 1           | 0          | -                 | -                 | -                 | -                 | 1          | 0          | 0           | 0          | 6        | 0      | 1           | 0          |
| A. Madlung       | 24         | 3          | 3           | 0          | 1                 | 0                 | 0                 | 0                 | 4          | 0          | 0           | 0          | 29       | 3      | 3           | 0          |
| Z. Misimović     | 33         | 6          | 5           | 0          | 4                 | 0                 | 0                 | 0                 | 8          | 4          | 1           | 0          | 45       | 10     | 6           | 0          |
| Y. Ōkubo         | 9          | 0          | 0           | 0          | 2                 | 0                 | 0                 | 0                 | 2          | 0          | 0           | 0          | 13       | 0      | 0           | 0          |
| P. Pekarík       | 16         | 0          | 2           | 0          | 2                 | 0                 | 1                 | 0                 | -          | -          | -           | -          | 18       | 0      | 3           | 0          |
| P. Platins       | -          | -          | -           | -          | -                 | -                 | -                 | -                 | -          | -          | -           | -          | -        | -      | -           | -          |
| D. Reiche        | 1          | 0          | 0           | 0          | -                 | -                 | -                 | -                 | -          | -          | -           | -          | 1        | 0      | 0           | 0          |
| S. Riether       | 28         | 2          | 3           | 0          | 3                 | 0                 | 0                 | 0                 | 6          | 0          | 1           | 0          | 37       | 2      | 4           | 0          |
| M. Sağlık        | 8          | 1          | 1           | 0          | 2                 | 2                 | 0                 | 0                 | 4          | 1          | 1           | 0          | 14       | 4      | 2           | 0          |
| J. Santana       | 6          | 0          | 1           | 0          | -                 | -                 | -                 | -                 | -          | -          | -           | -          | 6        | 0      | 1           | 0          |
| S. Schindzielorz | 6          | 0          | 2           | 0          | 1                 | 0                 | 0                 | 0                 | 2          | 0          | 1           | 0          | 9        | 0      | 3           | 0          |
| M. Schäfer       | 34         | 0          | 1           | 0          | 4                 | 1                 | 0                 | 0                 | 8          | 0          | 2           | 0          | 46       | 1      | 3           | 0          |
| J. Šimůnek       | 17         | 0          | 3           | 0          | 2                 | 0                 | 0                 | 0                 | 3          | 0          | 1           | 0          | 22       | 0      | 4           | 0          |
| K. Wolze         | -          | -          | -           | -          | -                 | -                 | -                 | -                 | -          | -          | -           | -          | -        | -      | -           | -          |
| C. Zaccardo      | 14         | 1          | 3           | 0          | 3                 | 0                 | 0                 | 0                 | 5          | 1          | 0           | 0          | 22       | 2      | 3           | 0          |